# Vittorio Brambilla

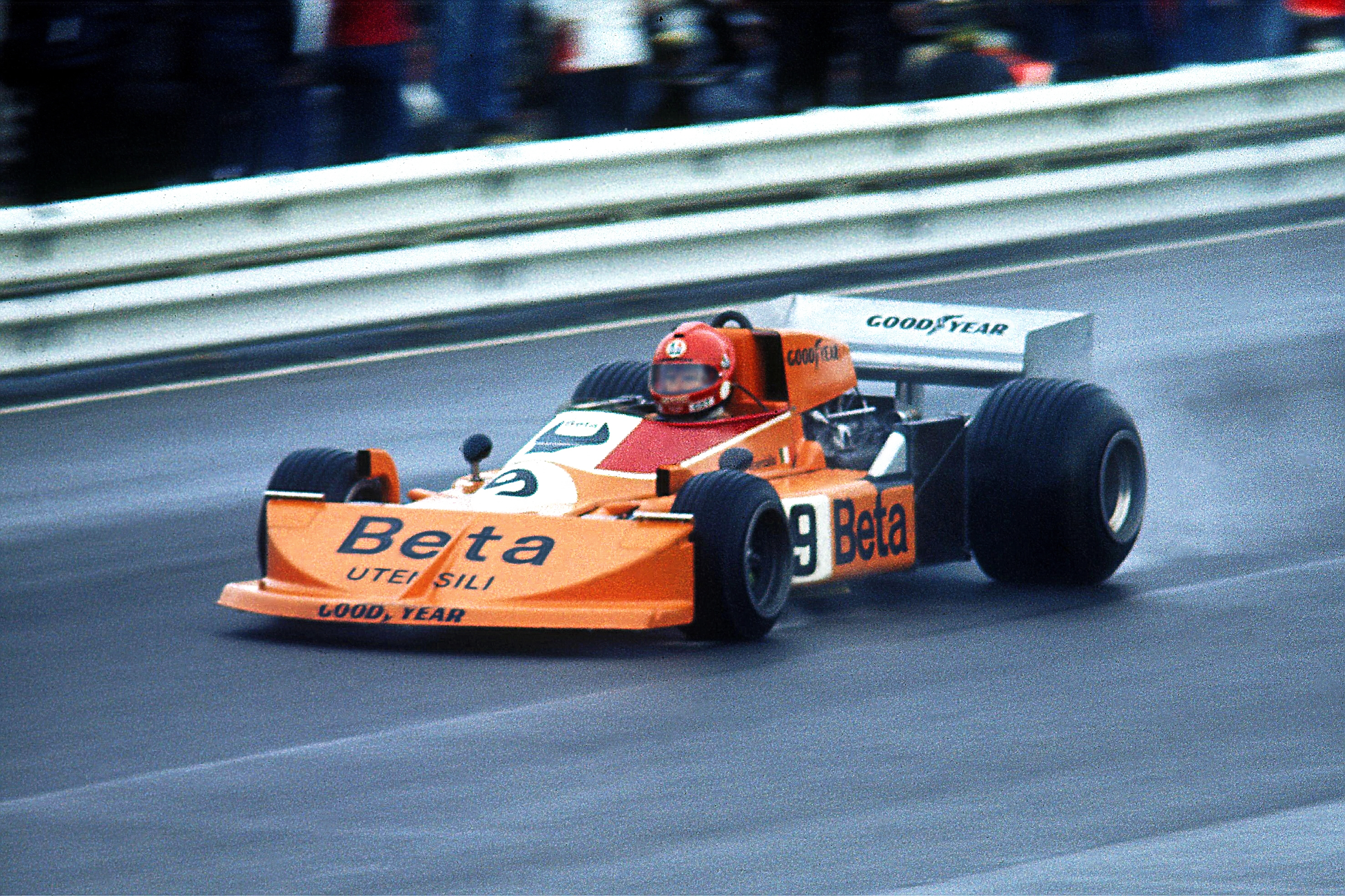
Vittorio Brambilla under träningen till Tysklands Grand Prix 1976.

Vittorio Brambilla, född 11 november 1937 i Monza, död 26 maj 2001, var en italiensk racerförare. Han var bror till roadracing- och racerföraren Ernesto Brambilla.

## Racingkarriär
Vittorio Brambilla vann bland annat Italienska F3-mästerskapet 1972 och debuterade i Formel 1 säsongen 1974. Han vann ett lopp där, Österrikes Grand Prix 1975. När han gick i mål i snurrade han av banan och kvaddade bilens nos, men han fortsatte runt banan och vinkade som en galen åt publiken.
Brambilla var inblandad i den svåra olyckan på Autodromo Nazionale Monza under Italiens Grand Prix 1978, som kostade Ronnie Peterson livet. Brambilla fick allvarliga huvudskador, men han blev återställd och fortsatte med racing i Alfa Romeo tills han lade av 1980. Brambilla dog av en hjärtattack i maj 2001  när han arbetade i sin trädgård.

## F1-karriär
| Säsong | Stall/Tillverkare | Poäng | Placering |
| ------ | ----------------- | ----- | --------- |
| 1974   | March-Ford        | 1     | 19        |
| 1975   | March-Ford        | 6,5   | 11        |
| 1976   | March-Ford        | 1     | 19        |
| 1977   | Surtees-Ford      | 6     | 16        |
| 1978   | Surtees-Ford      | 1     | 19        |
| 1979   | Alfa Romeo        | 0     | –         |
| 1980   | Alfa Romeo        | 0     | –         |

| 1. Österrike 1975 |

| 1. Sverige 1975 | 1. Österrike 1975 | 1. Nederländerna 1978 |